# لغز منطقي
اللغز المنطقي أو الأحجية المنطقية هو لغز مستمد من مجال الاستنباط (بالإنجليزية: deduction)‏ في الرياضيات.

## التاريخ
ثمة ألغاز منطقية غير لفظية تماماً في طبيعتها. ونذكر منها سودوكو، الذي يتطلب استخدام الاستباط الرياضي (deduction) لوضع الأرقام بالمكان الصحيح في الشبكة، النونوغرام، وتسمى أيضا «الطلاء بواسطة أرقام»، الذي تتطلب أيضاً استخدام الاستنباط الرياضي (deduction) بشكل صحيح لملء الشبكة باللونين الأسود والأبيض لإنتاج صورة مخفية.

## شبكة منطق الألغاز

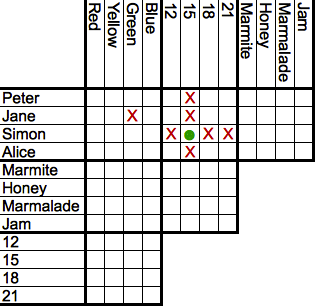
شبكة للغز منطقي

## وصلات خارجية
- Puzzles على مشروع الدليل المفتوح
- المنطق مشاكل الطلاب في الصفوف من الأول حتى الثاني عشر
- شبكة منطق الألغاز للناس من جميع الأعمار